# Lago di Sankt Moritz
Il lago di Sankt Moritz (in tedesco St. Moritzersee, in romancio lej da San Murezzan, in italiano anche lago di San Maurizio, in francese lac de Saint-Moritz) è un lago situato presso il centro di Sankt Moritz, nel canton Grigioni della Svizzera. Con una superficie di soli 0.78 km², è il lago più piccolo fra quelli dell'alta Engadina (lago di Sils e lago di Silvaplana).
Nel mese di febbraio, approfittando del lago ghiacciato, fin dal 1907 si svolgono alcune corse di cavalli.
Nel 1928 si svolsero sul lago alcune prove valide per le Olimpiadi invernali.
Il primo torneo di cricket su superficie ghiacciata si svolse nel 1988. Il giocatore britannico David Gower parcheggiò la sua auto a noleggio al centro del lago nel gennaio del 1990, la quale durante la notte spezzò lo strato di ghiaccio e si inabissò.

## Galleria d'immagini

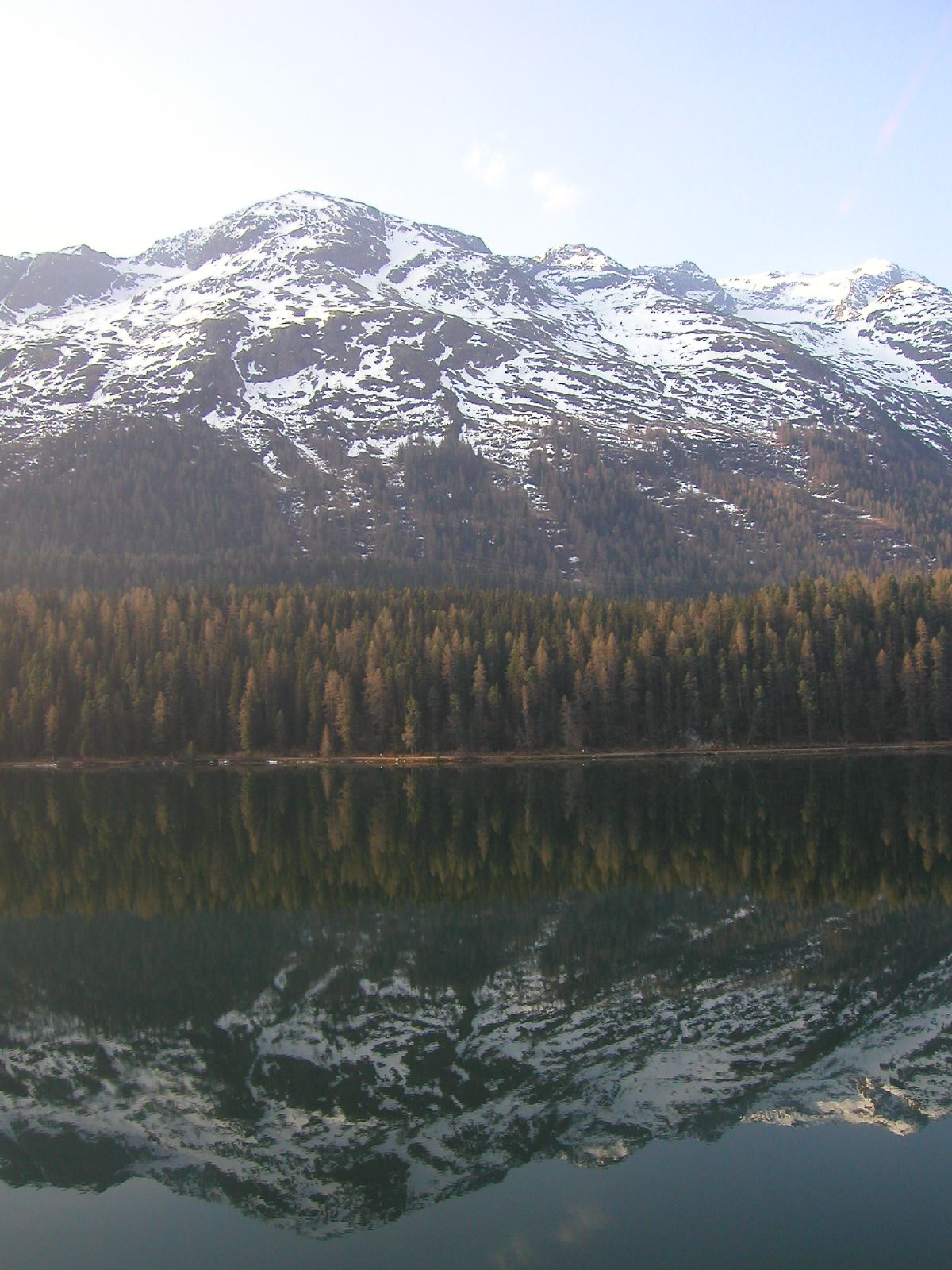
Il lago in primavera con il riflesso dei monti.
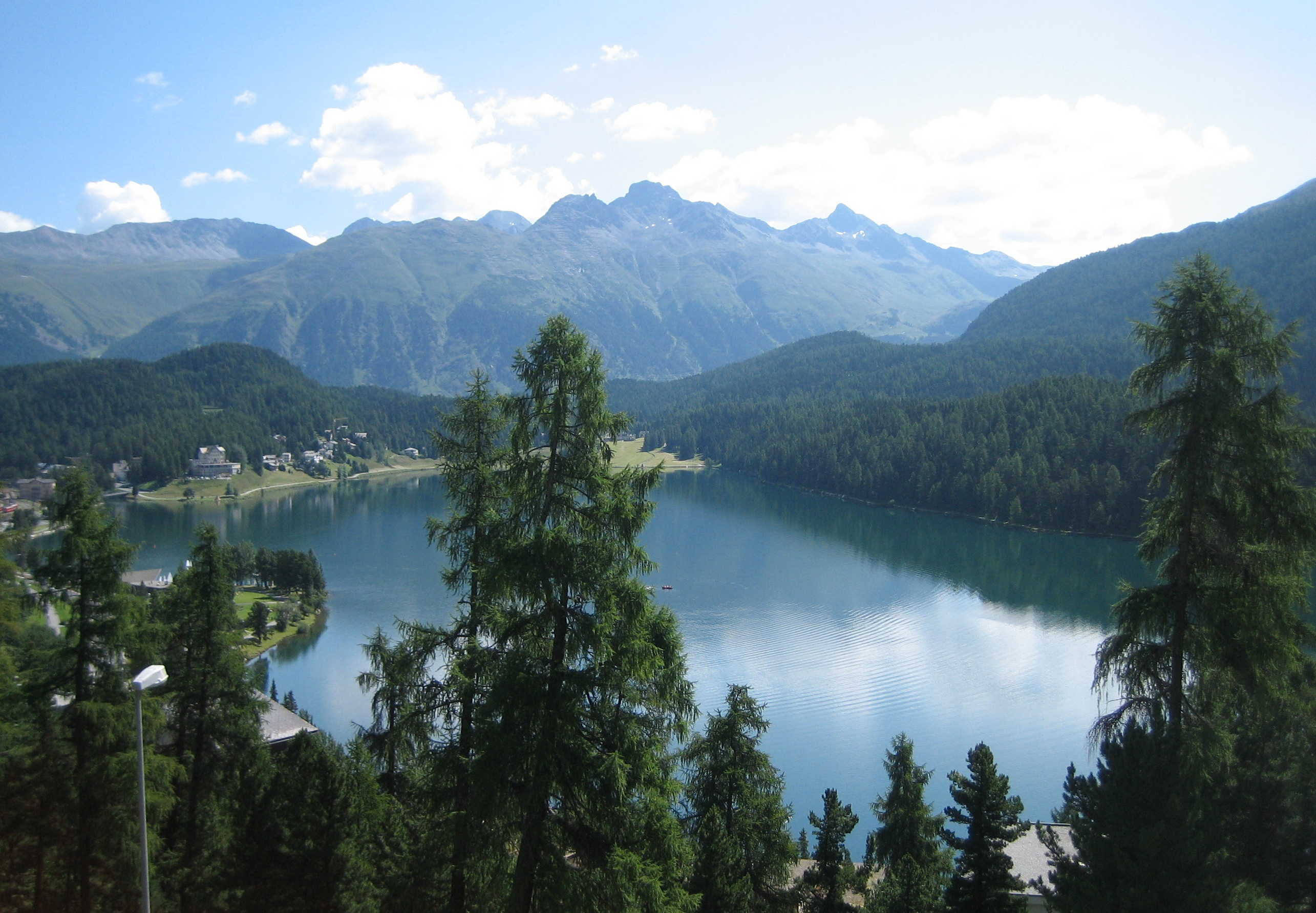
Vista dall'alto del lago.
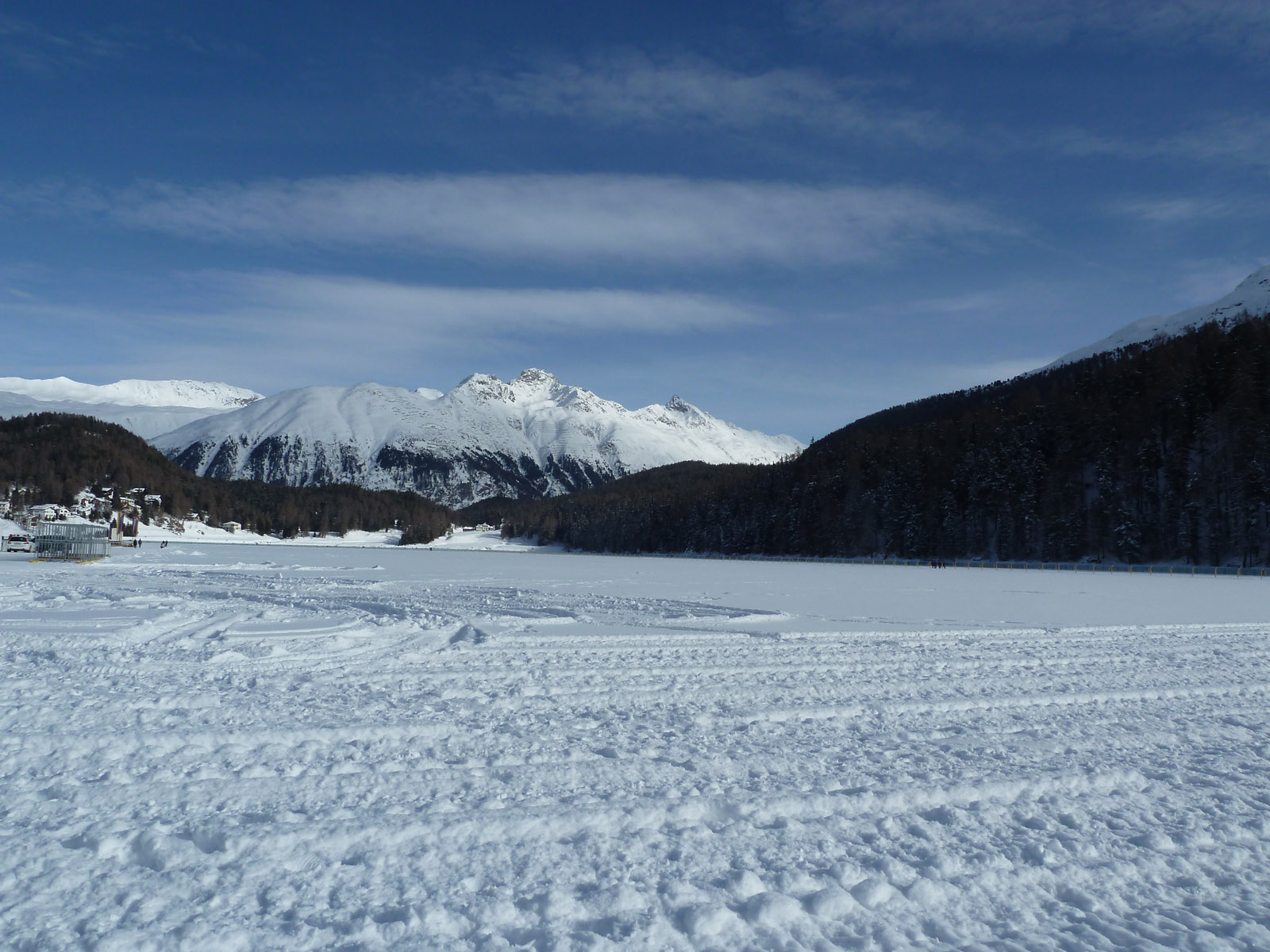
Vista del lago di Sankt Moritz in inverno 2013, Svizzera
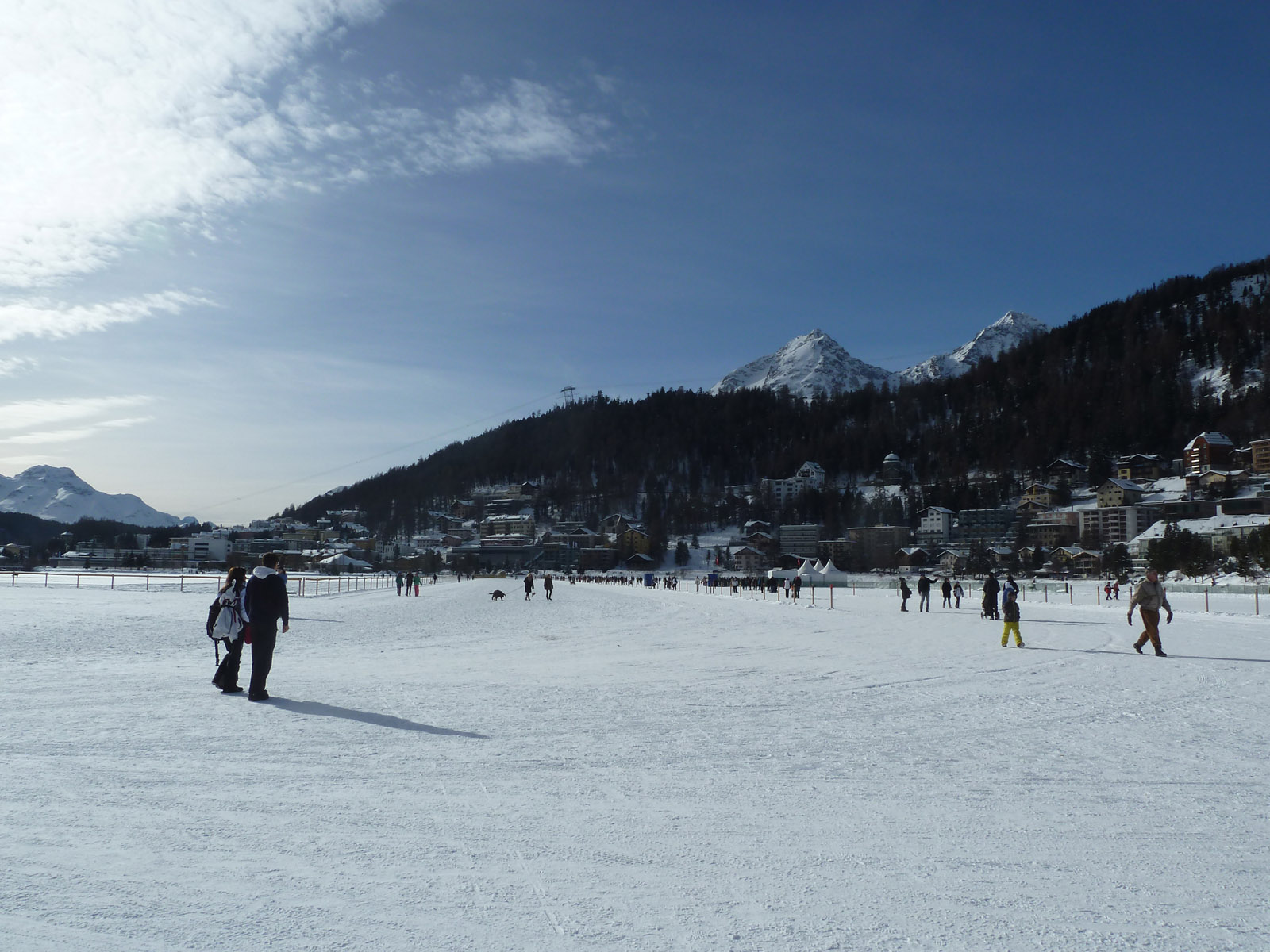
Lago di Snnkt Moritz e l'omonima città nell'inverno 2013